# Parc national de Kyabobo
Le parc national de Kyabobo est un parc national de la Région Oti du Ghana, d'une superficie de 360 km2. Il est contigu au parc national de Fazao Malfakassa, situé au Togo. La ville la plus proche du parc est Nkwanta, chef-lieu du district de Nkwanta sud. 
Le parc a été créé en 1993, mais ses limites ont été ajustées à plusieurs reprises jusqu'en septembre 1999. Il abrite le second sommet le plus élevé du Ghana après le mont Afadjato, le mont Dzebobo, qui culmine à 876 mètres et duquel on peut voir le lac Volta. 
Le parc de Kyabobo se trouve dans une zone de transition entre forêt tropicale humide et savane arbustive. La faune du parc inclut des espèces telles que l'éléphant de savane d'Afrique, le léopard d'Afrique, le buffle d'Afrique, le cobe à croissant, plusieurs espèces de céphalophes, le daman des rochers ainsi que plusieurs espèces de primates. Une études sur la faune du parc mentionne cinq cents espèces de papillons et 235 espèces d'oiseaux.